# Amor a ciegas
Amor a ciegas fue un programa de televisión chileno transmitido por Chilevisión. Fue la versión chilena del programa de citas español First Dates. Fue conducido por el actor Cristián Riquelme y cuenta con la participación del chef francés Yann Yvin.
El programa giraba en torno a encuentros románticos entre personas desconocidas que se citan por primera vez en un restaurante, con el objetivo de propiciar conexiones auténticas. Durante las citas, los participantes estaban rodeados de aproximadamente 23 cámaras ocultas, lo que permitía registrar sus interacciones sin la presión de un entorno televisivo convencional. Esta técnica buscaba capturar la espontaneidad y la naturalidad de los encuentros.
El programa fue estrenado el martes 25 de marzo, tras el partido de fútbol entre Chile y Ecuador en el marco de las clasificatorias para la Copa Mundial de Fútbol de 2026. Pese a la estrategia, el programa no obtuvo el rating deseado, al quedar en segundo lugar en su horario frente a la teleserie de Mega, Los Casablanca. Así, la apuesta televisiva marcó 9.1 puntos entre las 23:05 y las 00:25.
El 19 de junio, se anunció que Amor a ciegas emitiría su último episodio el 25 de junio de 2025.